# Vassa (film)
Pour les articles homonymes, voir Vassa.

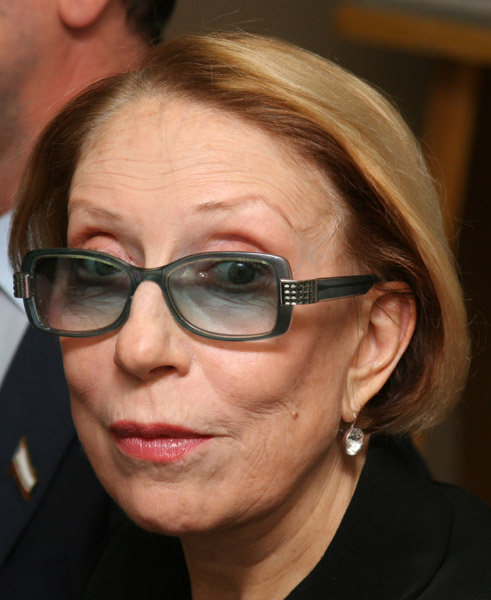
L'actrice Inna Churikova lors d'une conférence de presse au théâtre dramatique de Saratov

Vassa (en russe Bacca) est un film soviétique réalisé par Gleb Panfilov, sorti en 1983.
Il est inspiré de la pièce éponyme Vassa Geleznova de Maxime Gorki.

## Fiche technique
- Titre : Vassa
- Titre russe : Bacca
- Pays :  Union soviétique
- Réalisateur : Gleb Panfilov
- Année : 1983

## Distribution
- Nikolay Sboganatov : Frère de Vassa
- Yana Poplavska : Ludjila Zhayelyeznova